# Солодов Андрій Анатолійович
Андрі́й Анато́лійович Со́лодов (1960—2022) — старшина Збройних сил України, учасник російсько-української війни.

## З життєпису
Народився 1960 року в селищі Нью-Йорк на Донеччині. У дорослому віці переїхав до Авдіївки, працював головним інженером авдіївського заводу металевих конструкцій, заступником начальника проєктно-конструкторського відділу Авдіївського коксохімзаводу.
2014 року став до рядів 54-ї окремої механізованої бригади. Воював за Золоте-4, Авдіївську промзону. У Золотому був поранений снайпером і зазнав контузії. 2017 року, коли закінчився контракт, та за станом здоров'я демобілізувався.
За тиждень після початку повномасштабного вторгнення знову став до лав 54-ї бригади.
Загинув 28 березня 2022 року від отриманих у бою поранень голови.
Похований з почестями на Краснопільському цвинтарі у Дніпрі.
Без Андрія лишився син.

## Нагороди та вшанування
- Указом Президента України № 742/2019 від 10 жовтня 2019 року за «особисту мужність і самовіддані дії, виявлені у захисті державного суверенітету та територіальної цілісності України» нагороджений орденом «За мужність» III ступеня[2]
- медаль «Кров за Україну»
- Знак пошани 54-ї ОМБр.